# غوردون هيل
غوردون هيل (بالإنجليزية: Gordon Hill)‏ (1 أبريل 1954 في المملكة المتحدة - ) هو مدرب كرة قدم ولاعب كرة قدم بريطاني في مركز الوسط. شارك مع منتخب إنجلترا تحت 21 سنة لكرة القدم ومنتخب إنجلترا لكرة القدم. أما مع النوادي، فقد لعب مع تفينتي أنشخيدة وديربي كاونتي وكوينز بارك رينجرز ومانشستر يونايتد ونادي ميلوول ونادي هلسنكي وسان خوزيه إيرث كويكس ومونتريال مانيك ‏ وستافورد رينجرز ونورثويتش فيكتوريا وكنساس سيتي كومتس ‏ وشيكاغو ستينغ وNova Scotia Clippers ‏ وTacoma Stars (1983–1992) ‏ ونيويورك آروز ‏.

## وصلات خارجية
- غوردون هيل على موقع قاعدة بيانات كرة القدم.إي يو (الإنجليزية)
- غوردون هيل على موقع ناشيونال فوتبول تيمز (الإنجليزية)